# Rzęsna
Rzęsna (niem. Vorbruch, Kr. Belgard) – wieś w Polsce położona w województwie zachodniopomorskim, w powiecie świdwińskim, w gminie Połczyn-Zdrój.